# Parasaleniidae
Parasaleniidae é uma família de ouriços-do-mars regulares da ordem Echinoida. A família é presentemente monotípica, contendo apenas um género com duas espécies..

## Características
Os mebros desta família são ouriços-do-mar regulares, com a testa ("concha") globoso e tendencialmente esférica, protegida por radíolos (espinhos), formando um conjunto com simetria pentarradial (central, de 5.ª ordem) ligando a boca (peristoma) ituada no centro da face oral (inferior) ao ânus (periprocto) situado no apex aboral (pólo superior). Estes ouriços-do-mar apresentam uma forma ligeiramente oval, com os tubérculos primários em protuberências massivas, suportando radíolos robustos e cónicos.
O registo fóssil da família é conhecido desde o Mioceno.

## Taxonomia
Segundo a base de dados taxonómicos WRMS, esta família contém um único género:
- Género Parasalenia A. Agassiz, 1863
  - Parasalenia gratiosa  A. Agassiz, 1863
  - Parasalenia poehlii  Pfeffer, 1887